# Babelomurex benoiti
Babelomurex benoiti is een slakkensoort uit de familie van de Muricidae. De wetenschappelijke naam van de soort is voor het eerst geldig gepubliceerd in 1855 door Tiberi.